# بادالپارا
بادالپارا (به لاتین: Badalpara) یک روستا در بنگلادش است که در استان باریسال و در ناحیه باریسال واقع شده است.